# Marsdenia heringeri
Marsdenia heringeri är en oleanderväxtart som beskrevs av J. Fontella Pereira. Marsdenia heringeri ingår i släktet Marsdenia och familjen oleanderväxter. Inga underarter finns listade i Catalogue of Life.